# Nicholas Mavroules
Nicholas James Mavroules (Peabody, 1º novembre 1929 – Salem, 25 dicembre 2003) è stato un politico statunitense, membro della Camera dei Rappresentanti per lo stato del Massachusetts dal 1979 al 1993.

## Biografia
Nato e cresciuto nel Massachusetts, Mavroules intraprese la carriera politica nel 1958, quando venne eletto nel consiglio comunale della sua città, Peabody. Nel 1967 ne divenne sindaco e mantenne l'incarico fino al 1978, quando fu eletto alla Camera dei Rappresentanti come membro del Partito Democratico.
Mavroules fu riconfermato dagli elettori per altri sei mandati, finché nel 1992 perse la rielezione contro il repubblicano Peter Torkildsen. La sconfitta di Mavroules era dovuta principalmente ad uno scandalo che lo aveva coinvolto (era stato accusato di corruzione) e che lo condusse a scontare quindici mesi di carcere e ad abbandonare la politica attiva.
Mavroules morì nel 2003 all'età di settantaquattro anni e ai suoi funerali presero parte oltre seimila persone, fra cui diversi colleghi.